# Weinmannioscyphus
Weinmannioscyphus is een monotypisch geslacht van schimmels behorend tot de familie Pezizellaceae. Het bevat alleen Weinmannioscyphus messerschmidii.